# Valentin Chifor
Valentin Chifor, pe numele real Valentin-Valer Chifor (n. 7 martie 1939, Târgu Lăpuș, România – d. 21 decembrie 2024, Oradea, România), a fost un critic literar, istoric literar și eseist român, cunoscut mai ales în calitate de exeget al operei lui Felix Aderca.

## Biografie
S-a născut în familia contabilului Valer Chifor și al soției sale, Paulina (n. Marcovici), primind la naștere prenumele Valentin-Valer. A urmat școala primară, gimnaziul și liceul la Târgu Lăpuș (1946-1956) și apoi Facultatea de Filologie a Universității Babeș-Bolyai din Cluj (1958-1963). A obținut în 1977 titlul de doctor în filologie al Universității din Cluj cu teza Felix Aderca.
După absolvirea facultății a lucrat ca preparator (1963-1964), șef de cabinet (1964-1966), asistent (1966-1970) și lector (1970-
1987) la Institutul de Învățământ Superior din Oradea, îndeplinind funcția de șef al Catedrei de limba și literatura română (1974-1987). Odată cu înființarea Universității din Oradea a fost conferențiar (1992-2000) și profesor universitar (din 2000) la Facultatea de Litere a noii universități.
A debutat publicistic în 1964 cu articolul „Cultura lui Eminescu” în ziarul Crișana din Oradea (nr. 128/1964), apoi a colaborat cu articole și recenzii critice la numeroase reviste literare printre care Familia, Echinox, Tribuna, Steaua, România literară, Convorbiri literare, Analele Universității din Oradea, Cele trei Crișuri etc. Debutul editorial a avut loc în 1996 cu volumul de studii și eseuri Caleidoscop critic, iar mai târziu a publicate și alte volume de studii critice. Profesorul Valentin Chifor a îngrijit edițiile lucrărilor Oameni și idei (1983) și Oameni excepționali. Jurnal intim (1995) scrise de F. Aderca, căruia i-a dedicat și un studiu monografic bine documentat intitulat Felix Aderca sau vocația experimentului (1996).
În plus, el a mai colaborat la elaborarea lucrării Dicționarul scriitorilor români, I-IV (1995-2002), coordonată de Mircea Zaciu, Marian Papahagi și Aurel Sasu, și a mai multor volume colective, printre care Paul Goma. Scrisori întredeschise (1995), Iosif Pervain. Secvențe preromantice (1999), Caragiale. Tentația Nordului (studii și articole, 2003), Proceedings, II, 2003 (lucrările Congresului XXVII al Academiei Româno-Americane), Patruzeci de ani de filologie orădeană (2003), Valențe europene ale literaturii române contemporane (coord. Ion Simuț, 2007) etc. A editat antologia de poezie multilingvă Vise într-o liniște sumeriană a Festivalului Internațional de Poezie de la Oradea din 1999 și vol. Sărbătoarea prieteniei. Traian Blajovici - corespondența primită (2009).
Monografia Felix Aderca sau vocația experimentului a fost elogiată de criticii literari, fiind considerată „bună și sistematică” de criticul Z. Ornea.

## Opera
- Caleidoscop critic, studii și eseuri, Ed. Cogito, Oradea, 1996;
- Felix Aderca sau vocația experimentului, monografie, Ed. Dacia, Cluj-Napoca, 1996;
- Între real și imaginar, studii și eseuri, Oradea, 1999;
- Escale, eseuri și evocări, Ed. Dacia, Cluj-Napoca, 2006.

### Ediții îngrijite
- F. Aderca, Oameni și idei, ediție îngrijită de Marcel Aderca, note și comentarii de Valentin Chifor, Editura Dacia, Cluj-Napoca, 1983;
- F. Aderca, Oameni excepționali. Jurnal intim, ediție îngrijită și prefață de Valentin Chifor, Editura Dacia, Cluj-Napoca, 1995.